# Дендроклиматологија
Дендроклиматологија је наука која се бави проучавању климе на основу својстава годишњих прстенова или годова на дрвећу који бележе промене у својој околини, и то оне које утичу на раст дрвета током његовог живота. Са развојем дендрохронологије, науке о датовању на основу годишњег раста годова, настала су њене две поддисциплине  -  дендроклиматологија (која се бави проблемима садашње и прошле климе)  и дендроекологија (која се бави променама локалног амбијента).
Највећа предност дендрохронологије, а самим тим и дендроклиматологије, јесте способност смештања годова у календарске године са високом прецизношћу. Захваљујући укрштању података са различитих узорака и локалитета, створени су низови годова који залазе у прошлост и по неколико хиљада година. За чување ових података створена је банка података под именом Tree Ring Data Bank. 
Дендроклиматологија користи мерења помоћу прстенова дрвећа да би реконструисала годишње решене, прецизно датиране, прокси климатске податке за периоде до миленијума и на просторним размерама у распону од појединачних локација до хемисфере. Ови подаци допуњују и проширују наше знање о понашању глобалног климатског система, омогућавајући боље узорковање природне варијабилности и трендова у клими, посебно у временским размацима деценије/века и за последњи миленијум.

## Основне информације
Дрво расте у висину али и у ширину, под утицајем активности његових ћелија. Ћелије васкуларног камбијума дрвета деле се и формирају ткиво које доводи до повећања пречника дрвета. Деобом ћелија камбијума настају елементи секундарног ксилема ка унутрашњости стабла и корена и елементи флоема ка периферији стабла.
Најпозантије ксилемско ткиво је дрво и његова основна функција је транспорт воде и биљних нутријената. Ксилем расте сваке године и ствара се са спољашње стране старијег ксилема у виду прстена, познатијег као год. 
Годишњи прстен је подељен на два дела: 
Рано дрво, које  настаје на почетку сваке сезоне раста, када је дрвету потребно много влаге и минералних супстанци,
Касно дрво, које   настаје на крају сезоне раста, када се камбијумска активност успорава и када садржи више дрвених влакана. Ћелије касног дрвета имају дебеле и чврсте зидове и појављују се у виду тамних прстенова. Управо контраст између последњих формираних ћелија касног дрвета које су тамне и првих формираних ћелија дрвета из следеће сезоне раста које су светле, чини границу годишњих прстенова.
Раст дрвета зависан је од комплексних интеракција између генетских и природних фактора. Недостатак или обиље било ког од фактора утичу на то да ли ће дрво израсти до крајње границе свог генетског потенцијала.
Нови годови настају сваке године независно до природних фактора, док њихова густина и ширина зависе од спољашњих утицаја и врсте дрвета, што је год шири, то су услови раста били повољнији. Правилан и уједначен распоред ширине и густине годова указује на стабилне прилике приликом раста дрвета, с друге стране, шаренолика густина годова илуструје одговор на промене спољашњих фактора који утичу на раст дрвета и производи читљиве шеме које се касније могу повезати са променама које су се десиле.
Неповољни спољашњи фактори, као што су ветар, снег, нагиб терена, недостатак светлости, снажно утичу на раст дрвета, па се и показују у самом пресеку дрвета. Као одговор на ове појаве које онемогућавају правилан раст дрвета, стабло се повија како би заузело бољу статичку и динамичку стабилност. Последица оваквог раста је реакционо дрво, и оно је присутно код свих врста дрвећа, с тим да се најчешће јавља на стаблима малог пречника која расту на периферији шуме и на отвореном простору. Реакционо дрво се дели на бело или тензионо дрво код лишћара и црљен или компресионо дрво које се јавља код четинара.

### Отступања у годовима
Иако дрво додаје по један год годишње, ипак долази до одступања од тог правила. Кључ у разликовању лажног од правог года лежи у природи прелаза младог у старо дрво; код лажног года прелаз је постепен због прелаза из повољних у неповољне услове. Код нормалних годова прелаз из старог дрвета у ново дрво у следећој сезони је нагли, јер дрво престаје да расте на неко време, као нпр. у току зиме.
Дупли или лажни год
Одређене врсте дрвета могу створити дупли или лажни год, и то у случајевима када се ћелије младог дрвета производе током периода раста али у стресним условима који доводе до застоја у развоју ћелија. Због овог застоја ћелије младог дрвета трансформишу се у ћелија старог дрвета са тамнијом бојом. Када услови раста у току сезоне постану поново повољни, ћелије младог дрвета почињу поново да се развијају нормалним током, и на крају сезоне створиће се нормалан тамни појас од ћелија старог дрвета. 
„Одсутни“ год
Поред лажног прстена, проблем може да представља и „одсутни“ год; до тога може доћи када су климатски услови тешки и дрво не успе да створи год те године, или га створи само делимично. 

### Климатски фактори и њихова реконструкција преко раста дрвета
Упоређивањем појединачних климатских фактора, као што су падавине, температура, сунчани периоди и индекси суше, са годишњим вредностима года, као што су границе года, густина годова или стабилни изотопи, могуће је идентификовати најважније климатске параметре раста дрвета и реконструисати их у назад у времену до периода када су узети узорци. То је могуће ако развијена хронологија года садржи значајан климатски сигнал и поседује довољну дужину инструменталних климатских података.
Да би се објасниле реакције дрвета на климатске промене, као и различит раст стабала у састојинама, изучавају се односи између ширине годова дрвета и климе на месечном нивоу. Најчешће коришћене процедуре за проучавање односа између раста дрвета и климатских ограничења засноване су на корелацији између индикатора ширине прстена прираста и месечних климатских података. Претпоставља се да дебљински прираст одражава физиолошке процесе, а средња месечна температура ваздуха и укупна количина падавина су у корелацији са климатским феноменима који утичу на физиологију стабла.
Дрвеће као дугогодишњи организам чува у годовима архиву претходних услова за раст. Та архива зависи од многих параметара као што су климатски услови, конкурентност стабала, поремећаји, карактеристике тла или специфични обрасци раста. За разлику од дрвећа које расте на граници распрострањења, где је често само један фактор ограничавајући (на пример, температура на планини), на дрвеће које расте у умереним шумама утичу различити климатски и еколошки параметри. Ово нам омогућава да се хронологија прошири до момента неког догађаја или чак до периода преко старости стабла. На пример, уколико знамо да је 1968. година била изузетно сушна година, читањем хронологије у том периоду наићи ћемо на јако уске годове, што указује на периоде са малом количином падавина а високим температурама.

## Предности
Прстенови дрвећа су посебно корисни као климатски показатељи јер могу бити добро датирани путем дендрохронологије, односно преко упаривања прстенова од узорка до узорка. Ово омогућава врачање уназад у време користећи узорке умрлог дрвећа, чак и користећи узорке из зграда или археолошких ископина. 
Још једна предност прстенова дрвећа је да су они јасно означени у годишњим прирастима, за разлику од других метода као што су бушотине. Штавише, прстенови дрвећа реагују на вишеструке климатске ефекте (температура, влага, облачност), тако да се могу проучавати различити аспекти климе (не само температура). Међутим, ово може бити мач са две оштрице.

## Рањивост екосистема на климу
Велики део нашег разумевања o продуктивности шума долази из постојећих шума и прошлих искустава. Подаци о прстеновима дрвећа су основа дендроклиматолошких студија у којима се прошли климатски подаци реконструишу на основу ширине прстенова дрвећа. Међутим требало би имати у виду да  односи који су можда били стабилни у прошлости не морају се нужно одржавати у окружењу које се мења. Неки спекулишу да можда тренутно видимо такву транзицију у неким северним шумама, где долази до одступања између дендроклиматолошких техника процене прошле климе и измерених температура. Поновљене студије сада показују да дуготрајне конзистенције између температура реконструисаних из података о ширини стабала нису у складу са температурама недавно измереним термометрима у северним шумама. Могућа објашњења за промене у овом дуготрајном односу укључују фактор који у прошлости није био важан за продуктивност шума (или развој прстенова) који је сада могао постати релевантан, или можда још непознат физиолошки одговор на стрес или друге факторе.
Грешке такође произилазе из улазних података: глобалне климатске пројекције, чак и када су статистички или динамички смањене на регионе и локална подручја. Када су покренуте у ретроспективном режиму у последњих неколико деценија, нису показале вештину у предвиђању климатских статистика на овим просторним скалама без подешавање резултата модела коришћењем посматрања из стварног света на просторној скали потребној за функционисање екосистема.
Вешто предвиђање промена у овим климатским статистикама је још застрашујући изазов. Ипак, постоје тврдње да се можда већ налазимо у вишем делу пројектоване климе. Међутим, ако се такви услови појаве, ставови за које се у прошлости сматрало да су отпорни на промене можда више неће бити. Насупрот томе, могу се појавити друга стабилна стања.
Велики део неизвесности око будућег нивоа продуктивности лежи у неизвесности пројектованих поремећаја. Постоји велика варијабилност у способности већине модела да процене тренутне дистрибуције или услове. Слично томе, постоји инхерентно велика неизвесност укључена у израду пројекција у будућност. Интерполирана дугорочна временска запажања са локалних метеоролошких станица и умрежени производи података, који су инпути за моделе шумске продуктивности, дају пристрасне пројекције  пошто су то заглађене површине.
Климатско моделирање је била основа за моделирање ефеката на екосистеме, али климатско моделирање има своје инхерентне несигурности. За најбоље резултате, ове несигурности морају бити квантификоване и пропагиране у симулације. Међутим, ове пројекције модела, у најбољем случају, пружају само подскуп онога што је могуће у будућности.